# Osnovna šola Zadobrova
Osnovna šola Zadobrova je ena izmed ljubljanskih šol, ki se nahaja v naselju Zadobrova. Ustanovljena je bila leta 1951, njen ustanovitelj je Mestna občina Ljubljana. Njen trenutni ravnatelj je Vladimir Znoj.

## Zgodovina
Pred letom 1951 so učenci prvih štirih razredov pouk obiskovali v prostorih Zadružnega doma, učenci višjih razredov pa so obiskovali pouk še v Polju. Posebno velik priliv učencev je bil v šolskem letu 1987/88 iz osnovne šole na Fužinah. Zaradi prostorske stiske sta se takrat v Zadobrovo vozila dva razreda učencev, to je 59 učencev.

## Šolski okoliš
Meje okoliša so usklajene s sosednjimi mejnimi šolskimi okoliši. Na severu sega šolski okoliš do desnega brega reke Save, na jugu meji z Osnovno šolo Polje (mejna Zadobrovška cesta do železniške proge), na vzhodu z Osnovno šolo Zalog (mejna Hladilniška pot do Jate, Sneberska do Emone), na zahodu z Osnovno šolo Nove Jarše (mejna cesta Šmartinska do Ceste v Hrastje). 
Šola pa sprejema tudi posamezne učence iz drugih šolskih okolišev (Jevnica, Laze, Fužine ...). 